# Yanggakdo International Hotel
Lo Yanggakdo International Hotel o Albergo Internazionale Yanggakdo (in hangŭl 양각도국제호텔, in hanja 羊角島國際호텔, traslitterato Yanggakdo Gukje Hotel o Yanggakto Kukche Hot'el) è un albergo sito a Pyongyang, in Corea del Nord.
Il grattacielo è il più alto albergo operativo della Corea del Nord e il secondo in assoluto dopo il costruendo Ryugyong Hotel. È situato sull'isola di Yanggak, in mezzo al fiume Taedong, 2 km a sud-est del centro di Pyongyang. L'edificio è alto 170 m per 47 piani; sulla sommità è situata una piattaforma. Costruito tra il 1986 e il 1992 da un'impresa francese, fu aperto nel 1995.

## Strutture
L'albergo contiene 1.000 stanze, per un totale di 87.870 metri quadrati.
Al piano terra è situata la reception ed alcuni negozi, ove è possibile acquistare kit numismatici di valuta locale, cartoline ed altri articoli a prezzi ridotti. Vi è poi un bar e una libreria che vende solo prodotti editoriali nazionali, tra cui il giornale locale in lingua inglese The Pyongyang Times, opere di e su Kim Il-sung, Kim Jong-il e Kim Jong-un, libri per bambini e opere varie sulla Corea del Nord.
Oltre al ristorante panoramico sulla sommità, l'albergo ne ospita al secondo piano altri quattro: le sale da pranzo 1 e 2, la sala principale per le cerimonie e il ristorante giapponese-cinese-coreano. 
Il quinto piano non è accessibile agli ospiti dell'albergo, tanto che negli ascensori non esiste il relativo pulsante.  Il "quinto piano" è in realtà suddiviso in due piani separati, con camere per lo più chiuse e decorato con manifesti propagandistici. 
Nel seminterrato si trovano una sala bowling, una piscina, un salone di barbiere, un casinò e un centro massaggi da 9.000 m2, gestito da personale cinese esclusivamente femminile, realizzato nel 2011 al posto di un preesistente campo da golf indoor da nove buche..
Vicino all'albergo, sempre sull'isola di Yanggak, è situata la sala da cinema internazionale di Pyongyang, dove si tengono le cerimonie di apertura e chiusura del festival internazionale del cinema di Pyongyang.

## Controversie
Il 2 gennaio 2016 il giovane turista statunitense Otto Warmbier è stato arrestato, dopo la denuncia del personale dell'albergo, per aver rubato un poster propagandistico appeso ad una parete dell'albergo e condannato a 15 anni di lavori forzati. Dopo 17 mesi di detenzione, lo studente è stato liberato per gravissimi motivi di salute e, dopo essere stato rimpatriato negli Stati Uniti, è morto dopo pochi giorni.

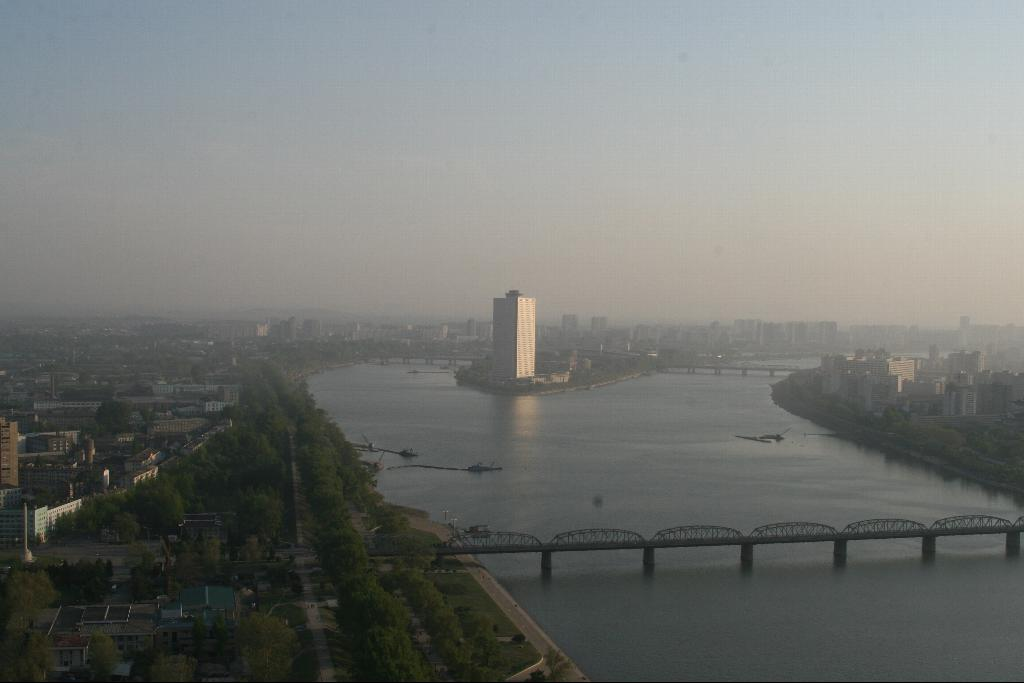
L'albergo visto dalla torre Juche
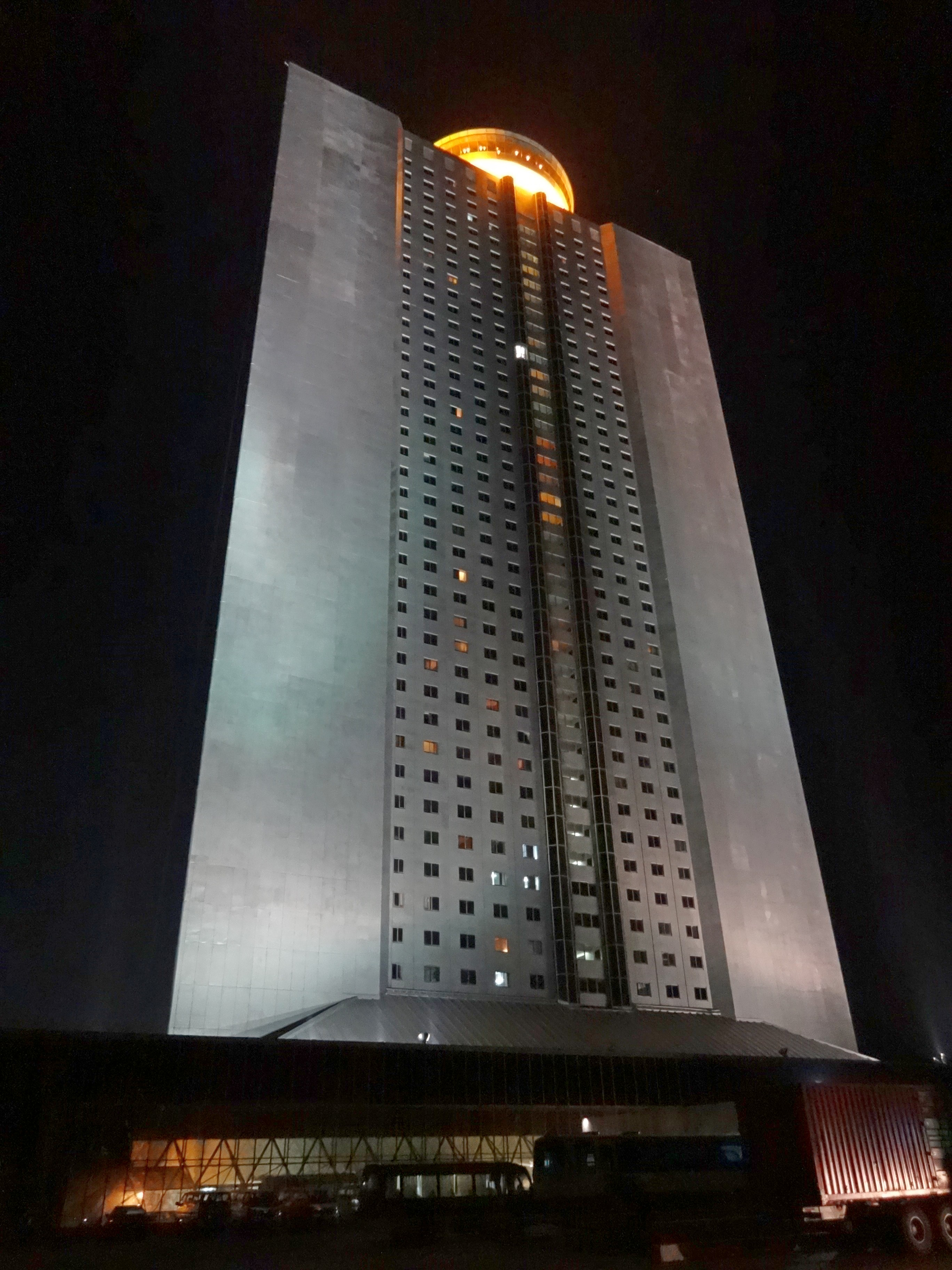
Vista esterna frontale
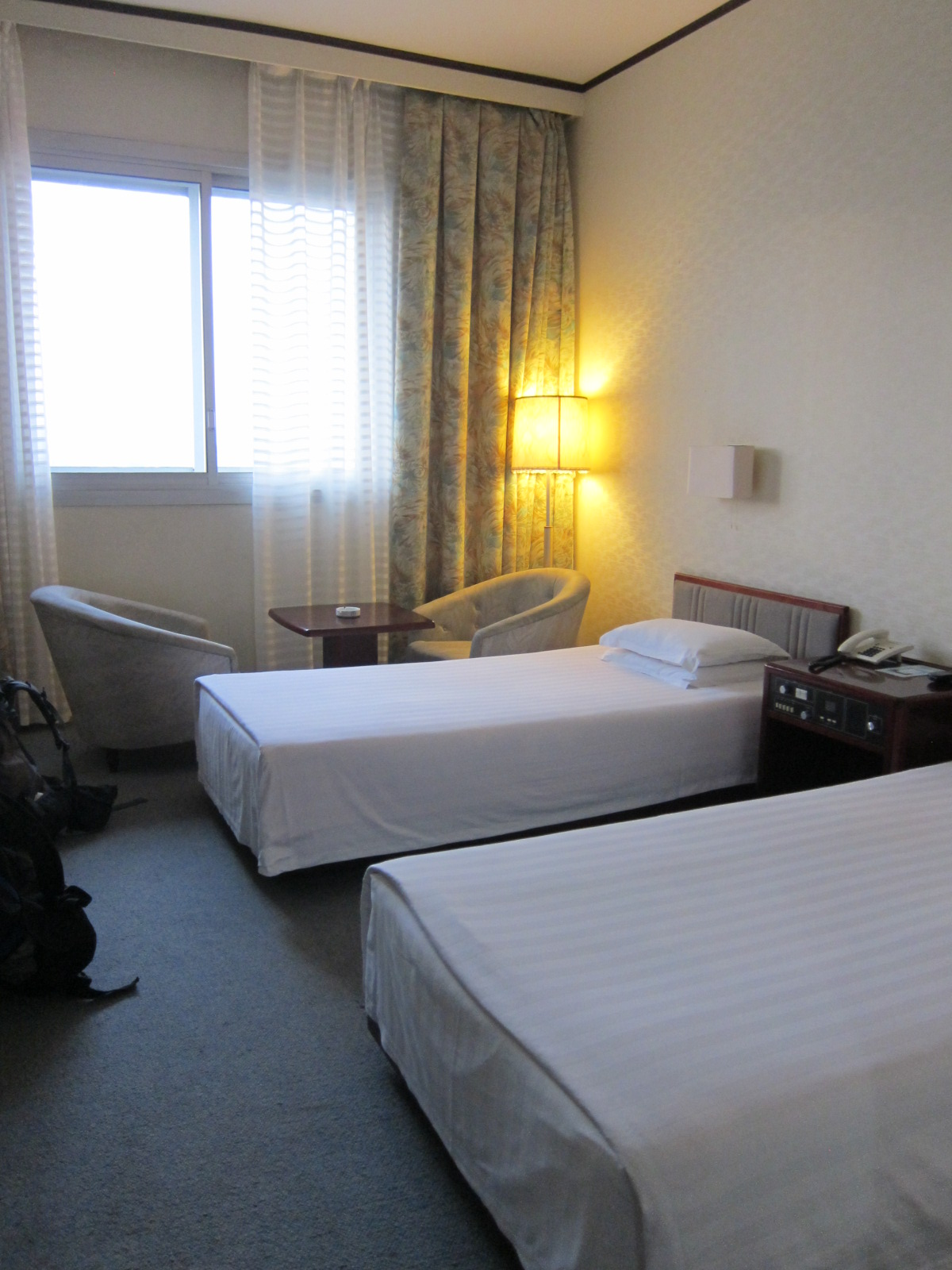
Camera doppia standard
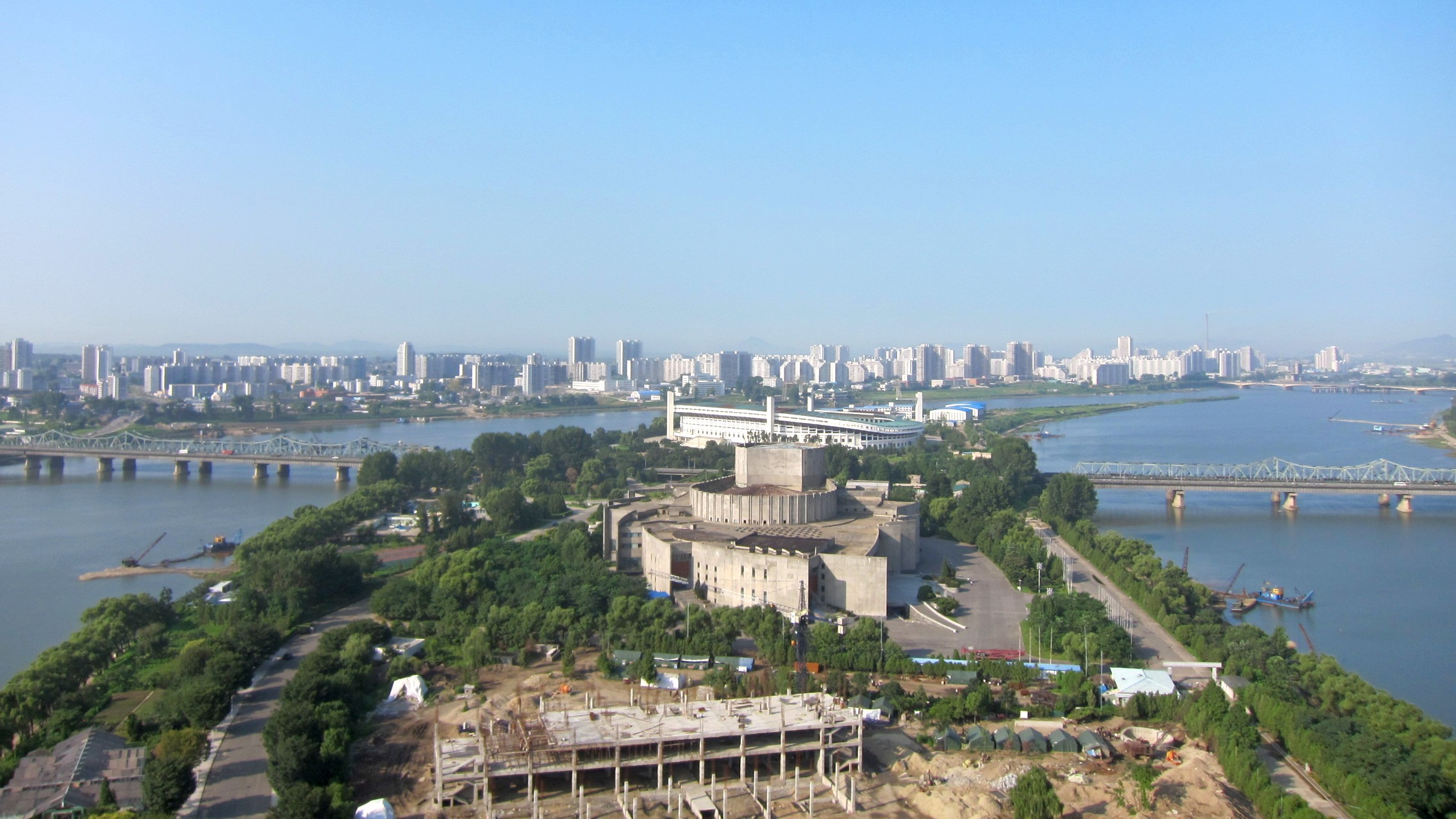
Vista dalla torre dell'albergo nell'agosto 2012